# Olympus OM-D E-M5 Mark II
Die Olympus OM-D E-M5 Mark II ist eine kompakte (spiegellose) Systemkamera des Micro-Four-Thirds-Standards, die am 5. Februar 2015 vom japanischen Anbieter Olympus als Nachfolgemodell der Olympus OM-D E-M5 vorgestellt wurde.

## Neuerung

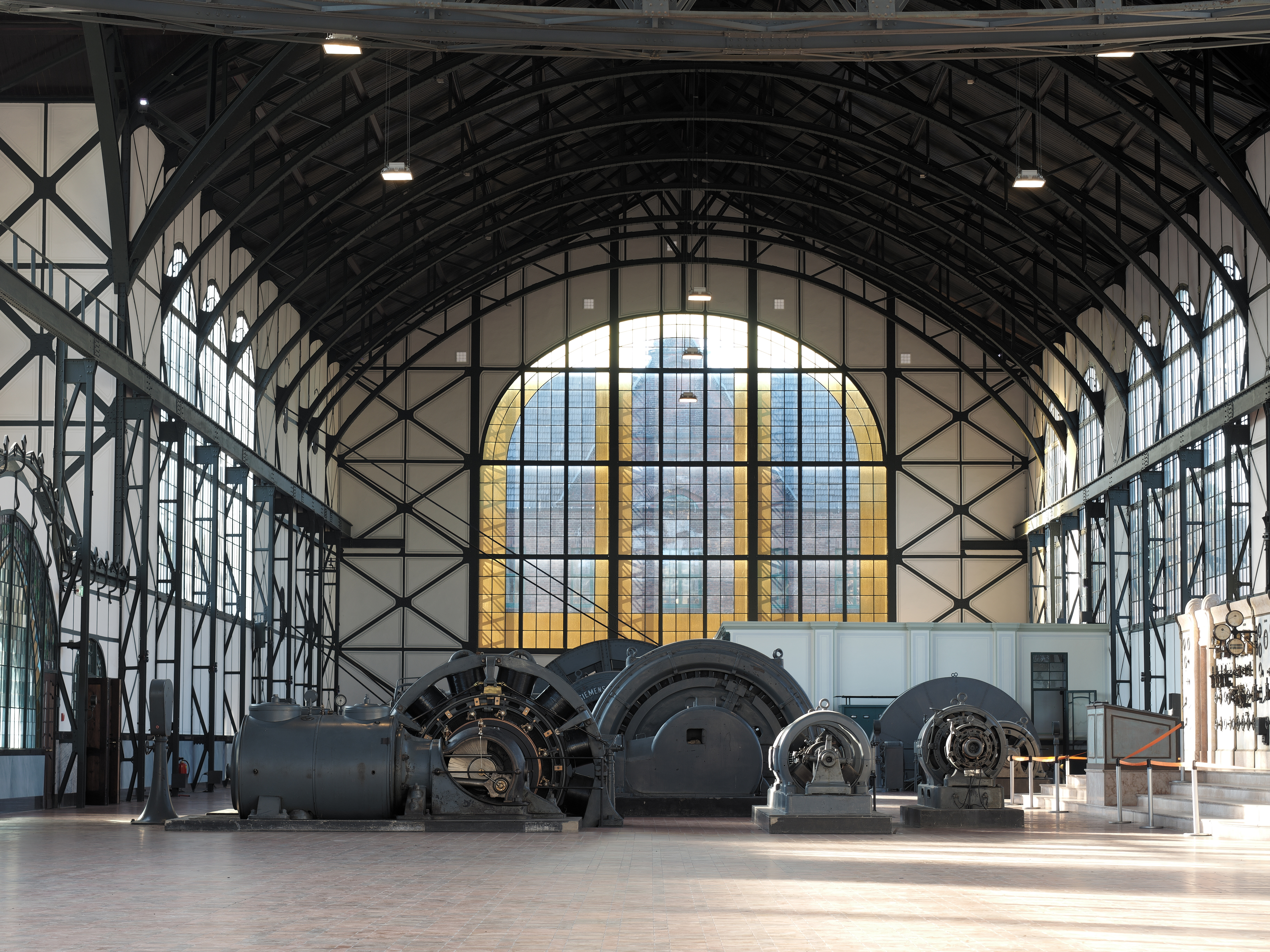
Hochaufgelöstes Bild

Das Kameragehäuse bietet neben anderen die technische Neuerung, durch eine Serie von acht Bildern, zwischen denen der Sensor um jeweils eine halbe Pixelbreite verschoben wird, ein zusammengesetztes Bild mit einer Bildauflösung von 40 Megapixeln (JPEG) beziehungsweise 64 Megapixeln (Rohdaten) zu erstellen, was automatisiert geschieht und etwa eine Sekunde dauert.
Vorausgesetzt ist, dass ein hochwertiges insbesondere auch in den Bildecken hochauflösendes Objektiv eingesetzt wird, das Motiv sich während der Aufnahmen nicht bewegt und die Kamera verwacklungsfrei zum Beispiel auf einem Stativ befestigt wird. Dabei erhöht sich in diesem "High Res Shot" (englische Abkürzung für "high resolution shot" = "hoch auflösende Aufnahme") die Grenzauflösung. Die gewonnenen Detailinformationen erschließen sich dem Betrachter bei einer Vergrößerung am Bildschirm von etwa eins zu eins. Die maximale Bildsensorempfindlichkeit ist in diesem Modus auf ISO 1600 begrenzt.

## Auszeichnungen
2015 wurde das Kameragehäuse vom Fotopresseverband Technical Image Press Association (TIPA) mit dem TIPA-Award "Best CSC Expert" (CSC = Compact System Camera) gewürdigt.